# Thomas Rytter
Thomas Rytter (født 6. januar 1974) er en dansk tidligere fodboldspiller. Rytters foretrukne placering på banen var som højreback. Tidligere klubber er Lyngby FC, Sevilla, F.C. København samt VfL Wolfsburg, Brøndby

## Spillerkarriere
Rytters fodboldopdragelse fandt sted i Lyngby, hvorfra han ligeledes fik Superliga- samt landsholdsdebut. Rytters talent viste sig hurtigt, og da Flemming Østergaard forlod Lyngby til fordel for F.C. København forsøgte han forgæves at overtale Rytter samt en håndfuld andre spillere at følge med for at spille for de københavnske løver. På daværende tidspunkt var Lyngby bedre placeret i Superligaen end FCK, så spillerne inklusiv Rytter valgte at blive i Lyngby. Dette betød, at Østergaard fandt sig nødsaget til at afhænde flere af Lyngbys profiler til udenlandske klubber, heriblandt Thomas Rytter til spanske Sevilla samt Dennis Rommedahl og Niclas Jensen til PSV Eindhoven.
Uden den store succes i Sevilla vendte Rytter sidenhen tilbage til dansk fodbold, hvor F.C. København nu var blevet attraktiv. Rytter blev hurtigt en publikumsfavorit og sammen med Niclas Jensen kendt som det bedste backpar i Superligaen. De kom begge ind i landsholdsvarmen, men Thomas Rytter er per 19. august 2006 stadig kun noteret for fire A-landskampe. Damien Duff udspillede Thomas Rytter i en landskamp, og siden hen har den danske landstræner Morten Olsen kun udtaget Thomas Rytter til det danske landshold til en kamp mod Rumænien.
Efter tre succesrige år i FCK gik turen i 2001 videre til den tyske bilby Wolfsburg, hvor Rytter var at finde indtil overgangen til Brøndby i 2005.
Han skiftede den 21. juli 2005 til Brøndby IF, hvor han skrev under på en treethalvtårig kontrakt. Rytters tid i Brøndby var hårdt plaget af uheldige skader. Når Rytter har været skadesfri, har han ikke formået at spille sig op til sit tidligere niveau, og Rytter blev 1. januar 2008 degraderet til U-truppen i Brøndby. I august 2008 blev det offentliggjort, at Rytter indstillede karrieren, hvormed han blev løst fra sin kontraktlige forpligtelser med Brøndby IF.